# Pompeo Compagnoni
Pompeo Compagnoni	né à Macerata le 11 mars 1693 et mort à Osimo le 25 juillet 1774 est un évêque et érudit italien du 18e siècle.

## Biographie
Pompeo Compagnoni naquit à Macerata, le 11 mars 1693, d’une noble et ancienne famille. Après avoir achevé ses premières études dans le séminaire et dans l’université de sa patrie, il alla en 1712 à Rome, où il continua de s’instruire à la fois dans la jurisprudence, les antiquités, l’histoire, la poésie, et particulièrement dans la poésie latine, où il obtint de grands succès. Il suivit les leçons de Gravina, et se lia d’amitié avec Métastase et Giovanni Mario Crescimbeni. Il embrassa l’état ecclésiastique. Benoît XIII le fit archidiacre de Macerata, en lui permettant de rester à Rome, où il fut auditeur du cardinal Francesco Barberini. Son savoir et sa piété lui attirèrent l’estime de ce cardinal, des autres membres du Sacré Collège et du souverain pontife, qui l’employèrent en diverses occasions, où . Benoît XIV lui conféra l’évêché d’Osimo : il reçut la consécration le 2 octobre 1740, et, pendant plus de trente-six ans qu’il gouverna ce diocèse, il ne cessa d’y montrer des vertus et d’y répandre des bienfaits dont le souvenir se conserve encore. Il mourut le 23 juillet 1774.

## Œuvres
- Une épître latine à l’académie de Cortone en tête des fragments de Cyriaque d'Ancône, qu’il publia avec des notes d’Annibale Olivieri ;
- Memorie historico-critiche della chiesa e de’ vescovi d’Osimo, 5 vol. in-4° publiés à Rome, en 1782, par l’abbé Filippo Vecchietti, qui donna lui-même au public, en 1784, une vie de l’auteur.